# Shunki Takahashi
Shunki Takahashi (jap. 高橋 峻希 Takahashi Shunki; ur. 4 maja 1990) – japoński piłkarz występujący na pozycji obrońcy. Obecnie występuje w Iwate Grulla Morioka.

## Kariera klubowa
Od 2009 roku występował w klubach Urawa Reds, JEF United Chiba i Vissel Kobe.